# 3871 Reiz
3871 Reiz este un asteroid din centura principală, descoperit pe 18 februarie 1982 de Richard West.